# Герцогство Финляндское

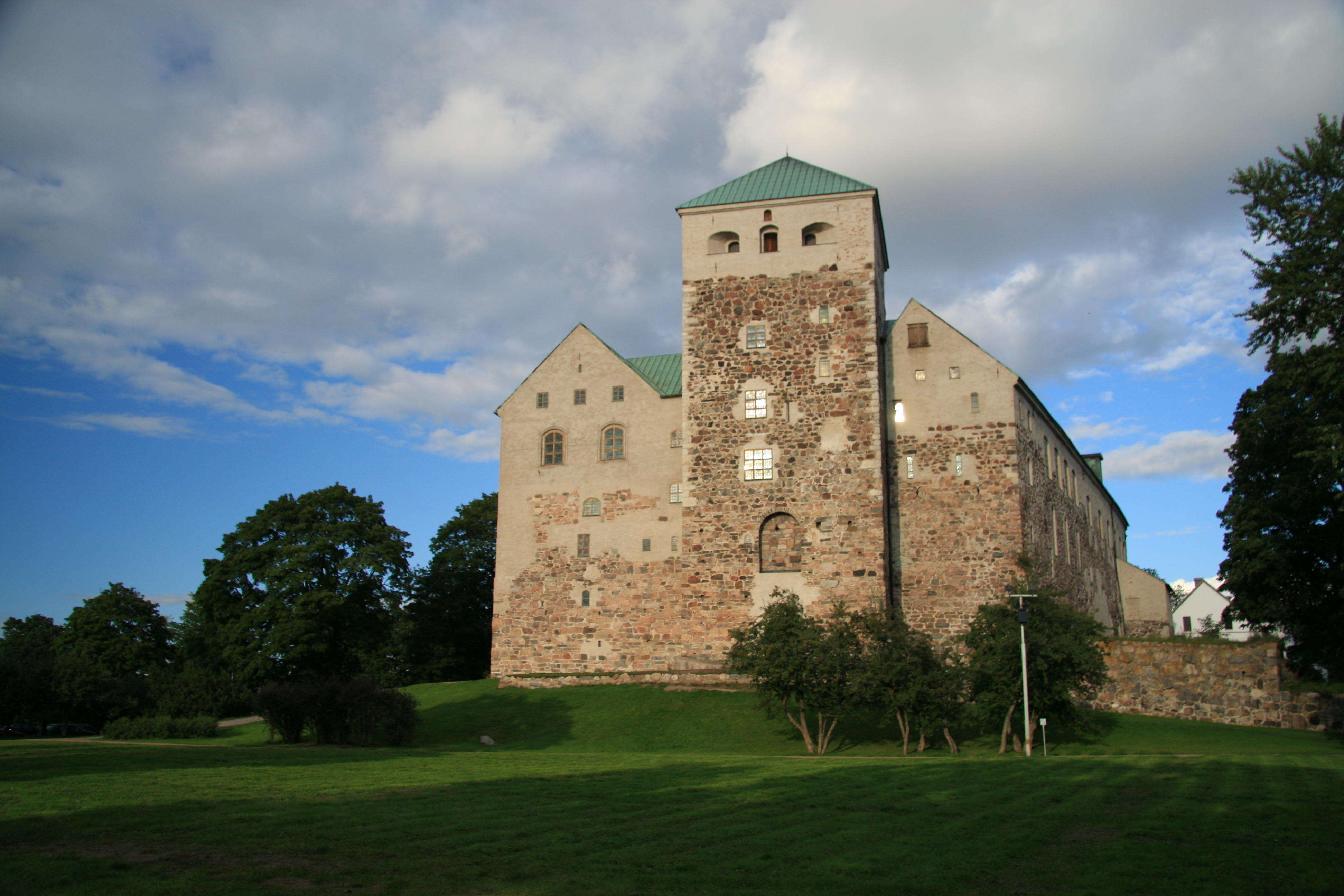
Абоский замок, резиденция герцогов Финляндских

Герцогство Финляндское (швед. Hertigdömet Finland), или начиная с 1581 года как Великое княжество Финляндское (швед. Storfurstendömet Finland) — титулярное образование в составе Швеции. Территория герцогства условно соответствовала исторической Исконной Финляндии (область на юго-западе современной Финляндии, столица — Або (Турку).
Титул герцога Финляндии с конца XIII периодически присваивался знатным феодалам, а с 1581 года был заменён титулом великого князя Финляндского, который, за редкими исключениями, совмещался с титулом короля Швеции и не предполагал наличия особого государственного образования в составе королевства. Попытка честолюбивого герцога Юхана преобразовать герцогство в самостоятельное государство, в которое, кроме Финляндии, входила бы и часть балтийских земель, успехом не увенчалась. В 1802—1805 годах титул великого князя Финляндского носил Карл Густав, сын короля Густава IV Адольфа.

## Герцоги Финляндские

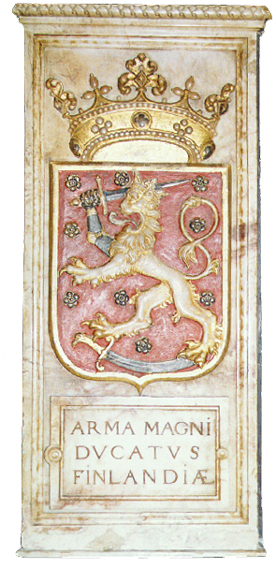
Герб Финляндии на могиле Густава Васы

- Бенедикт, епископ Линчёпингский, 1284—1291
- Вальдемар, 1302—1318 (его супруга Ингеборга, 1312—1353)
- Бенедикт, 1353—1357
- Карл, правитель Финляндии в 1465—1467, после свержения со шведского престола и до возвращения королевской короны
- Юхан, 1556—1563, затем король Швеции
- Юхан, 1589—1607
- Густав Адольф, великий князь Финляндский в 1607—1611, затем король Швеции.